# Ischnocampa ignava
Ischnocampa ignava là một loài bướm đêm thuộc phân họ Arctiinae, họ Erebidae.